# Коле ди Катобаљи (Анкона)
Коле ди Катобаљи је насеље у Италији у округу Анкона, региону Марке.
Према процени из 2011. у насељу је живело 21 становника. Насеље се налази на надморској висини од 435 м.